# جزيرة بيريزان
جزيرة بيريزان هي جزيرة تقع في البحر الأسود في ساحل ميكولايف أوبلاست، أوكرانيا.